# روزنبورگ مولد
روزنبورگ مولد (به آلمانی: Rosenburg-Mold) یک منطقهٔ مسکونی در اتریش است که در ناحیه هورن واقع شده‌است. روزنبورگ مولد ۹۵۹ نفر جمعیت دارد.